# 鳥取いなば農業協同組合
鳥取いなば農業協同組合（とっとりいなばのうぎょうきょうどうくみあい、通称JA鳥取いなば）は、鳥取県鳥取市に本店を置く農業協同組合。

## 沿革
- 1995年10月　鳥取市農協ほか県東部にある15市町村の農協の合併により発足[1]。
- 2023年4月 通常総代会で、傘下のスーパーであるトスク全9店の閉店を正式に決めた[2]。
- 2023年9月 トスクが全店閉店した[3]。

## 業務区域
- 鳥取県鳥取市
- 鳥取県岩美郡岩美町
- 鳥取県八頭郡若桜町
- 鳥取県八頭郡智頭町
- 鳥取県八頭郡八頭町

## 拠点

### 本支店
- 本店（金融共済店舗を除く）
  - 鳥取県鳥取市湖山町東5丁目261番地
- 本店（金融共済店舗・インストアブランチ）
  - 鳥取県鳥取市行徳1丁目103番地（トスク本店1階）
- 鳥取支店
  - 鳥取県鳥取市吉成511番地
- 邑美支店
  - 鳥取県鳥取市古郡家102番地2
- 湖東支店
  - 鳥取県鳥取市湖山町東5丁目228番地
- せんだい支店
  - 鳥取県鳥取市倭文158番地
- 高草支店
  - 鳥取県鳥取市古海610番地16
- 湖南支店
  - 鳥取県鳥取市布勢279番地
- 国府支店
  - 鳥取県鳥取市国府町中郷60番地1
- 福部支店
  - 鳥取県鳥取市福部町細川603番地1
- 河原支店
  - 鳥取県鳥取市河原町渡一木350番地21
- 用瀬支店
  - 鳥取県鳥取市用瀬町用瀬490番地1
- 佐治支店
  - 鳥取県鳥取市佐治町加瀬木1300番地
- 気高支店
  - 鳥取県鳥取市気高町勝見619番地
- 鹿野支店
  - 鳥取県鳥取市鹿野町鹿野1519番地8
- 青谷支店
  - 鳥取県鳥取市青谷町青谷4053番地
- 岩美支店
  - 鳥取県岩美郡岩美町新井339番地4
- 若桜支店
  - 鳥取県八頭郡若桜町若桜355番地1
- 智頭支店
  - 鳥取県八頭郡智頭町智頭2052番地1
- 郡家支店
  - 鳥取県八頭郡八頭町宮谷200番地1
- 船岡支店
  - 鳥取県八頭郡八頭町船岡456番地5
- 八東支店
  - 鳥取県八頭郡八頭町才代435番地2

### 営農センター
- 鳥取営農センター
  - 鳥取県鳥取市湖山町東5丁目228番地
- 八頭西営農センター
  - 鳥取県鳥取市河原町渡一木350番地21
- 気高営農センター
  - 鳥取県鳥取市気高町勝見619番地
- 岩美営農センター
  - 鳥取県岩美郡岩美町新井339番地4
- 八頭東営農センター
  - 鳥取県八頭郡八頭町宮谷200番地1

### 資材館
- 八頭西資材館
  - 鳥取県鳥取市河原町渡一木350番地21
- 気高資材館
  - 鳥取県鳥取市気高町勝見619番地
- 岩美資材館
  - 鳥取県岩美郡岩美町新井339番地4
- 八頭東資材館
  - 鳥取県八頭郡八頭町宮谷200番地1

## 関連企業
- トスク・・・スーパー事業。2023年事業終了
- JAいなば燃料センター・・石油販売　JA-SS（2000年代中盤まではジャパンエナジー、三井石油特約店であった。）
- わかば ・・・高齢者福祉施設の運営